# Mardukakhkheriba
Mardukakhkheriba o també Marduk-aḫḫē-erība, va ser el novè rei de Babilònia de la Segona dinastia d'Isin, IV dinastia de Babilònia. Segons la Llista dels reis de Babilònia va tenir un regnat molt curt, només de sis mesos, cap a l'any 1046 aC.
Va succeir a Adadapaliddina que era un usurpador, rei dels arameus, però no se sap la relació que Mardukakhkheriba hi tenia. Només s'esmenta un conflicte amb els elamites que abans no apareixen per res als afers de Babilònia. Va morir entre mig any i un any i mig de regnat segons algunes fonts, i cap referència suggereix que a la seva mort es suscités alguna revolta com faria pensar el seu curt regnat. El va succeir un rei anomenat Marduk-Zer.